# 黑尔登
黑尔登（德語：Herdern）是瑞士图尔高州的市镇，面积13.76平方千米，2018年12月31日人口为1,079人。